# Границы Науру

Карта исключительных экономических зон вокруг Науру.

Границы Науру исключительно морские и расположены в Тихом океане. Они разграничивают исключительные экономические зоны Науру с зонами Кирибати и Маршалловых Островов. Данные границы состоят из двух прямых участков с Маршалловыми островами на севере и Кирибати на востоке. Эти два сегмента образуют трипункт с границей между Кирибати и Маршалловыми островами к северо-востоку от Науру. На западе и юге исключительная экономическая зона Науру ограничена международными водами.